# Textformatierung
Textformatierung nennt man in der Textverarbeitung und anderen textorientierten Anwendungen – vor allem der Datenverarbeitung – die Beschreibung, wie einzelne Elemente des Textes dargestellt werden sollen. Ein erster Ansatz war das Rich Text Format. Heutzutage bietet eine Fülle von Texteditoren zahlreiche Möglichkeiten.
Die Microsoft-Office-Pakete verwenden proprietäre Codierungen zur Textformatierung, die die Kompatibilität zu anderen Textprogrammen einschränkt.
Es gibt zahlreiche Alternativen wie das freie Austauschformat OpenDocument.
Die Programmierung einer Textformatierung beruht auf einem Regelsatz, der über gewisse Codes im Quelltext eines Textdokuments festlegt, mit welchen Attributen dieser Text dargestellt wird. Moderne Textverarbeitung beruht dabei auf WYSIWYG (what you see is what you get), also der grafischen Darstellung der ausgeführten Textformatierung – den Quelltext selbst bekommt der Benutzer heute kaum mehr zu sehen.

## Umfang
Textformatierung umfasst:
- Seitenformatierung: Seitengröße (Papierformat), Satzspiegel
- Absatzformatierung: Auszeichnungen, die einem Textblock bis zum nächsten Zeilenumbruch (CR/LF bzw. ¶) zugewiesen werden
- Zeichenformatierung: Textauszeichnungen, die nur mit einer gewissen Zeichenkette innerhalb eines Absatzes verbunden sind
- im weiteren Sinne die Formatierungen für komplexere Datenstrukturen, die in das Dokument eingebettet sind (Tabellen, Formeldarstellungen, Bilder und deren Beschriftung usw.) – hier sind auch Schriftgrad und Schriftschnitt zu berücksichtigen.

## Formatierungskonzepte

### Klassische Formatierung
Die klassische Formatierung hat sich zum Beispiel aus dem Schreiben auf der Schreibmaschine entwickelt. Formateinstellungen (Zeilenbreite, Tabulatorstopps, Zeilenabstände, Zeichenattribute wie Fett, Zeichenabstand und andere Attribute) werden eingestellt und die Schrift mit diesen Attributen auf der Schreibmaschine gedruckt oder auf dem Bildschirm angezeigt.
Wenn (früher) eine Schreibmaschine mit einem Zwischenspeicher und einer Anzeige ausgestattet war, konnten erweiterte Attribute wie etwa zentrierter Druck oder Blocksatz gewählt werden.
In der modernen Textverarbeitung können Zeichen oder Textstellen markiert werden, bei der sich neu gewählte Formate nur auf die zuvor markierten Textstellen auswirken.

#### Vorteile
- Schnelles und einfaches Formatieren von kurzen Textpassagen oder neu zu erstellender Texte.
- Formatierte Dokumente lassen sich als „Quasi-Vorlagen“ schnell und ohne Fachwissen für neue Dokumente verwenden.
- Jeder Bearbeitungsschritt kann („in Echtzeit“) sichtbar gemacht werden und die Auswirkungen sind nachvollziehbar.

#### Nachteile
- Es ist zeitaufwändig und fehlerträchtig, vorhandene Textpassagen an andere Textstellen exakt anzupassen; während das mit dem Formatierungspinsel innerhalb eines Dokuments meist noch praktikabel ist, erweist sich die Anpassung an neue Designvorlagen „von Hand“ bei einer großen Zahl von Dokumenten oft nicht mehr als durchführbar.
- Vorhandene Formatattribute lassen sich nicht immer an die Formatierung des Zieldokuments anpassen (was teilweise auch gewünscht sein kann).

#### Typische Anwendungen
Typische Anwendungen sind:
- Etherpads
- Private Dokumente
- Puristische Notiz-Anwendungen

### Formatvorlagen
Für das Arbeiten mit Formatvorlagen wird ein anderes Dateiformat angelegt, das Vorgaben für Layout, Seiten, Absätze oder einzelne Textbausteine enthält. Bei einigen Programmen ist es sogar möglich, einen alten Text aufzurufen und wahlweise automatisch an die damit verknüpfte geänderte Standardvorlage (die im Vorlagendokument definiert ist) anzupassen. Auch innerhalb eines längeren Dokuments, wie dies bei Facharbeiten oder umfangreicheren Projektdokumentationen üblich ist, kann eine veränderte Vorlage auf einfachen „Knopfdruck“ hin alle Textpassagen verändern, die mit dieser Vorlage verknüpft sind.
Dokumentenvorlagen werden von Officeprogrammen für häufige Verwendungszwecke, z. B. Briefvorlagen, Facharbeiten, Visitenkarten oder Designvorlagen für Präsentationen angeboten.

#### Vorteile
- Einheitliche Gestaltung des Schriftverkehrs
- Erleichterte Einbindung und Verwendung von Corporate-Design-Elementen
- Selbst erstellte Vorlagen oder angepasste Dokumentenvorlagen, die für den individuellen Gebrauch oder von Unternehmen für die Nutzung durch ihre Mitarbeiter angelegt werden.

#### Nachteile
- Dokumentenvorlagen können Makroviren enthalten und damit den Computer oder die Daten der Nutzer gefährden. Der Dokumentenaustausch oder die Nutzung von Dokumentenvorlagen aus nicht vertrauenswürdigen Quellen stellt deshalb ein konkretes Sicherheitsrisiko dar. Die Ausführung von Makroelementen muss deshalb in der Regel vom Nutzer explizit freigegeben werden.
- Anpassungsaufwand z. B. bei Änderung des Corporate Designs.

#### Typische Anwendungen
Vorlagen für angepasste Nutzungszwecke, von Assistenten erstellte Vorlagen, z. B. für Serienbriefe, oder Vorlagen für spezielle Verwendungszwecke, wie z. B. komplexe Tabellendokumente mit Eingabefeldern, Formeln oder auch Skriptprogrammierung, die häufig auf Downloadseiten angeboten werden und teilweise einfache Anwendungen ersetzen können.

## Formatierungskonzepte im technologischen Wandel
Vor der Durchdringung der Büros mit Textverarbeitungssystemen wurden Dokumente sofort, quasi in Echtzeit, auf Papier erstellt. Erst mit den Textspeichern war es möglich – auch mit der Schreibmaschine – bestimmte Formatierungseinstellungen zu speichern und auf Knopfdruck abzurufen. Feste Einstellungen wie der Papiereinzug sorgten für gleichmäßige obere und ggf. auch untere Ränder, Hervorhebungen, Briefkopfvordrucke ließen sich bei Oberklassegeräten halbautomatisch ausfüllen.
Textverarbeitungssysteme ermöglichten jedoch einen grundlegenden Konzeptwechsel. Während man bisher die Abstandszeilen und Tabulatorabstände für Briefköpfe und andere Normdokumente genau kennen und abzählen musste, wurde es nun möglich, mit Dokumentenvorlagen Rahmen, Tabulatorstopps und andere Gestaltungselemente zu verwenden, die eine normgerechte Briefgestaltung fast ohne Fachwissen ermöglichen. Der Computer bzw. das entsprechende Programm „weiß“, an welcher Position sich die Adresse befinden muss, um durch das genormte Adressfenster sichtbar zu sein, welcher Abstand die Betreffzeile zum oberen Rand haben soll und wie Einrückung oder Gegenüberstellungen zu formatieren sind.
Textformatierung ist auch mit HTML-fähigen Texteditoren möglich. Formatvorlagen können einen Satz vordefinierter Formatierungsvorschriften umfassen, die vom Benutzer nicht mehr ohne weiteres zu verändern sind. In dieser Hinsicht arbeitet die Textverarbeitung mit denselben Prinzipien, mit denen Webdesign arbeitet, und die dort wahlweise in HTML/XML (und Varianten) direkt codiert, oder über CSS im Sinne einer Formatvorlage formatiert werden.
Der technologische Wandel spiegelt sich auch in der Geschichte der für die Textverarbeitung wesentlichen vom Deutschen Institut für Normung herausgegebenen Norm DIN 5008 wider. Während die Ausgabe von 1988 noch den Titel Regeln für Maschinenschreiben trug, trägt die Ausgabe von 2020 den Titel Schreib- und Gestaltungsregeln für die Text- und Informationsverarbeitung und erwähnt die Schreibmaschine überhaupt nicht mehr.